# Rakuten Direct
Rakuten Direct株式会社（英: Rakuten Direct, Inc.）は、かつて存在した日本の企業。健康食品・医薬品などの通信販売サイト「ケンコーコム」並びに「爽快ドラッグ」を運営していた。楽天株式会社の完全子会社であった。旧社名はケンコーコム株式会社。

## 概要
家業の製薬会社・うすき製薬で取締役を務めていた後藤玄利が、同社の商品である霊芝飲料「喜喜萬年」のダイレクトメールでの通信販売のために、1994年11月に株式会社ヘルシーネットとして設立。2000年5月にインターネット通信販売サイト「ケンコーコム」を立ち上げ、2002年には医薬品の取り扱いを開始している。2003年に社名をケンコーコム株式会社に変更した。
東日本大震災の影響で2011年に東京本社機能の一部をリスク分散の為に福岡に移転した。
2017年7月1日に楽天100%子会社である株式会社爽快ドラッグと合併（ケンコーコムを存続会社とする吸収合併方式）し、新会社「Rakuten Direct株式会社」が発足。配送拠点の名称は、旧：ケンコーコムは従来通りであるが、旧：爽快ドラッグの配送拠点はRakuten Directに変更された。
2019年4月1日に楽天株式会社に吸収合併され、解散。

## 沿革

### 旧：ケンコーコム
- 1994年（平成6年） - 東京都港区に株式会社ヘルシーネット設立。
- 2000年（平成12年） - 通信販売サイト「ケンコーコム」を開設。
- 2002年（平成14年） - 福岡県に実店舗「ドラッグケンコーコム」を開設、医薬品の取り扱いを開始。
- 2003年（平成15年） - ケンコーコム株式会社に社名変更。
- 2004年（平成16年） - 東証マザーズに上場。ケンコーコムモバイル支店を開設。
- 2005年（平成17年） - コミュニティサイト「ケンブロ」を開設。
- 2007年（平成19年） - 米国カリフォルニア州に子会社Kenko.com USA., Inc.を設立。
- 2009年（平成21年） - 子会社ケンコーロジコム株式会社を設立。シンガポールに子会社Kenko.com Singapore Pte Ltd.を設立。
- 2010年（平成22年） - ケンコーコムスマートフォン支店を開設。
- 2011年（平成23年） - 福岡県福岡市に本社機能の一部を移転。
- 2011年（平成24年） - 楽天の投資子会社のRSエンパワメントに第三者割当増資を実施。楽天は第三者割当増資を引き受け子会社化[7]。
- 2012年（平成24年） - クラウドAWS上にSAP ERPを導入[8]。
- 2013年（平成25年） - 医薬品のインターネット販売を再開。
- 2014年（平成26年） - 「楽天24」事業を譲り受けた[9]。福岡県福岡市に本店所在地を移転し、東京オフィスを東京都品川区に移転。
- 2016年（平成28年）
  - 1月 - 楽天が株式公開買付けを行い、同社子会社のRSエンパワメントと合わせ90.42%の株式を取得[10]。
  - 3月 - 東証マザーズ上場廃止。楽天より株式等売渡請求を受け、株主が楽天と同社子会社のRSエンパワメントのみとなる。

### 旧：爽快ドラッグ
- 2000年（平成12年）8月 - 小林製薬が中心となり創快ドラッグ設立。
- 2001年（平成13年）10月 - 小林製薬卸売部門が分社化し、（株）コバショウ（現PALTAC）がメイン株主に。
- 2004年（平成16年）10月 - 住友商事（株）が資本参加。株式持分（株）コバショウ50%、住友商事（株）46% 渋谷オフィス開設。
- 2007年（平成19年）10月 - 住友商事（株）が増資を行う。株式持分住友商事（株）64%、（株）コバショウ33.4%。
- 2008年（平成20年）7月 - 爽快ペットストアをオープン。
- 2009年（平成21年）
  - 3月 - 住友商事（株）が出資比率をさらに引き上げる。株式持分住友商事（株）93%、住商情報システム（株）（現・SCSK（株））5%の体制となる。倉庫を摂津市から大阪市南港へ移転し倉庫面積を2.5倍まで拡張。
  - 7月 - 社名を創快ドラッグから爽快ドラッグに変更。
  - 11月 - 倉庫面積を1.5倍に増床。
  - 2010年（平成22年）6月 - 中国向けネット通販サイトTao Japanにて販売開始。
- 2014年（平成24年）
  - 2月 - 大阪事務所が大阪市に移転。
  - 3月 - 東京本社が千代田区に移転。
- 2016年（平成28年）12月 - 楽天が、約89億円で住友グループより全株式を取得[11]。楽天の子会社へ。
- 2017年（平成29年）7月 -ケンコーコムに吸収合併され、株式会社爽快ドラッグは同年7月1日付で消滅。店舗名は「爽快ドラッグ」の名を継続使用。

### Rakuten Direct
- 2017年（平成29年）7月 - ケンコーコムが爽快ドラッグを吸収合併。同時にケンコーコムの商号を「Rakuten Direct株式会社」へ変更。
- 2018年（平成30年）4月 - 本社を福岡市から東京都世田谷区へ移転。旧本社は福岡オフィスとなる。
- 2019年（平成31年）4月 - 楽天株式会社に吸収合併され、解散[6]。

## 医薬品ネット販売規制との関係

### 医薬品ネット販売訴訟
2009年施行の改正薬事法に合わせて改正された薬事法施行規則（厚生労働省令）において、第一類医薬品及び第二類医薬品のインターネットでの通信販売等が禁止されたことに対して、2009年5月25日、ケンコーコム及び有限会社ウェルネットはこの省令が憲法違反に当たるとして、販売権の確認を求めた行政訴訟を起こした。一審の東京地裁ではケンコーコム側の主張は認められなかったが、二審の東京高裁は2012年4月26日にネット販売を認める逆転判決を下した。2013年1月11日には厚生労働省が行った最高裁への上告も棄却されたためケンコーコムらの勝訴が確定し、ケンコーコムは即日第一類・第二類医薬品のネット通販を再開した。また、2013年6月14日に「日本再興戦略」において、「一般用医薬品については、インターネット販売を認めることとする。その際、消費者の安全性を確保しつつ、適切なルールの下で行うこととする。」と閣議決定された。その「適切なルール」作りの検討が現在行われている。

### 要指導医薬品ネット販売規制事件
2014年6月施行の改正薬事法（現・医薬品、医療機器等の品質、有効性及び安全性の確保等に関する法律（薬機法））は、処方薬から処方箋なしで購入できる大衆薬に変わって原則3年以内の薬を「要指導医薬品」に分類し副作用リスクなどを理由に薬剤師による対面販売を義務付け、ネット販売を禁じている。2014年、通信販売サイトの楽天子会社（現：Rakuten Direct）が、一部医薬品のインターネット販売を禁じる旧薬事法が憲法違反だとして、国に販売規制の取り消しを求めて東京地方裁判所に提訴した。
2017年7月18日に東京地方裁判所（谷口豊裁判長）は規制の合理性を認め楽天側の請求を退けた。楽天側は控訴したが、2019年2月6日、東京高等裁判所（斉木敏文裁判長）で控訴審判決があり、「規制には合理性がある」とし、請求を退けた一審・東京地裁判決を支持、楽天側の控訴を棄却した。さらに、楽天側は上告したが、2021年3月18日、最高裁判所第一小法廷（裁判長：小池裕）は、薬機法（旧薬事法）36条の6第1項及び第3項は、憲法22条1項に違反せず合憲であるとし、楽天側の請求を棄却した。

## 販売商品
健康食品、医薬品、化粧品、ダイエット用品、ベビー用品、スポーツ用品、ペット用品など、185,000点以上の商品を販売する。